# 金碧街道
金碧街道是中国云南省昆明市西山区下辖的一个街道。

## 行政区划
金碧街道下辖以下地区：
气象路社区、金碧社区、书林街社区、得胜桥社区、巡津新村社区、严家地社区、西岳庙社区、复兴社区、弥勒寺社区、西坝南社区、西坝北社区、卢家营社区、工人新村社区、河南社区和立夏社区。